# Horst Tietzen
Horst Tietzen (Arnswalde, 19 de julho de 1912 — estuário do Tâmisa, 18 de agosto de 1940) foi um piloto de caça alemão da Luftwaffe durante a Guerra Civil Espanhola e durante a Segunda Guerra Mundial. Tietzen teve a sua primeira experiência de combate como piloto de caças da Legião Condor, na Guerra Civil Espanhola, na qual abateu 7 aeronaves inimigas, o que fez dele um ás da aviação. Mais tarde, durante a guerra mundial, viria a obter mais 20 vitórias aéreas até falecer em combate. Após a morte, foi condecorado com a Cruz de Cavaleiro da Cruz de Ferro.

## Condecorações
- Cruz de Ferro (1939)
  - 2ª classe
  - 1ª classe
- Cruz Espanhola em Ouro com Espadas
- Cruz de Cavaleiro da Cruz de Ferro (20 de agosto de 1940)